# Joseph-Agricola Chenal
Joseph-Agricola Chenal (italianisé en Agricola Chenal), né le 17 août 1794 et mort le 26 janvier 1881 à Sallanches, est un avocat et un homme politique savoyard, partisan de l'union du duché de Savoie à la Suisse lors des débats sur la question de la Savoie en 1860.

## Biographie

### Origines
Joseph-Agricola Chenal naît le 17 août 1794 (30 thermidor de l'an II), à Sallanches, dans le département du Mont-Blanc. En effet, le duché de Savoie a été annexé par la France révolutionnaire, par décret du 27 novembre 1792.
Il entreprend des études de droit et devient avocat.

### Carrière politique
La Constitution de 1848 ouvre de nouvelles perspectives politiques. Joseph-Agricola Chenal est élu député de la Savoie, représentant le collège de Sallanches à la Chambre du parlement du royaume de Sardaigne à Turin en mai 1848. Il remporte cette première élection face au chanoine Pierre-François Poncet (1810-1891).
Parmi les 22 députés envoyés par le duché de Savoie, il est classé parmi les sept députés du groupe dit des libéraux-démocrates ou constitutionnels, voire d'extrême-gauche, parfois considéré comme « rouge ». Lors des débats durant l'été 1848, il est l'un des députés les plus acharnés contre la Compagnie de Jésus, tenant des « discours anticléricaux, [des] réquisitoires grandiloquents contre Jésuites ». Il est réélu six fois de suite à la Chambre, jusqu'à l'annexion de la Savoie à la France.
Lors des débats sur l'avenir du duché Savoie à la veille de 1860, il se fait le « champion de l'annexion à la Suisse ». Ses penchants sont d'ailleurs notés par le correspondant du Journal de Genève à Turin : « (il) défend la cause suisse avec une persévérance extraordinaire. Il est un peu pour la Savoie ce que Garibaldi est pour Nice. Tout ce qui touche au gouvernement ne fait que décourager ces tentatives. MM Chenal et Garibaldi sont représentés par le monde ministériel comme des exaltés s'opossant à des nécessités inévitables ». Il en sera remercié en obtenant une naturalisation d'honneur par le canton de Genève avec vingt-cinq autres Savoyards, le 13 juin 1860,.

### Mort et testament

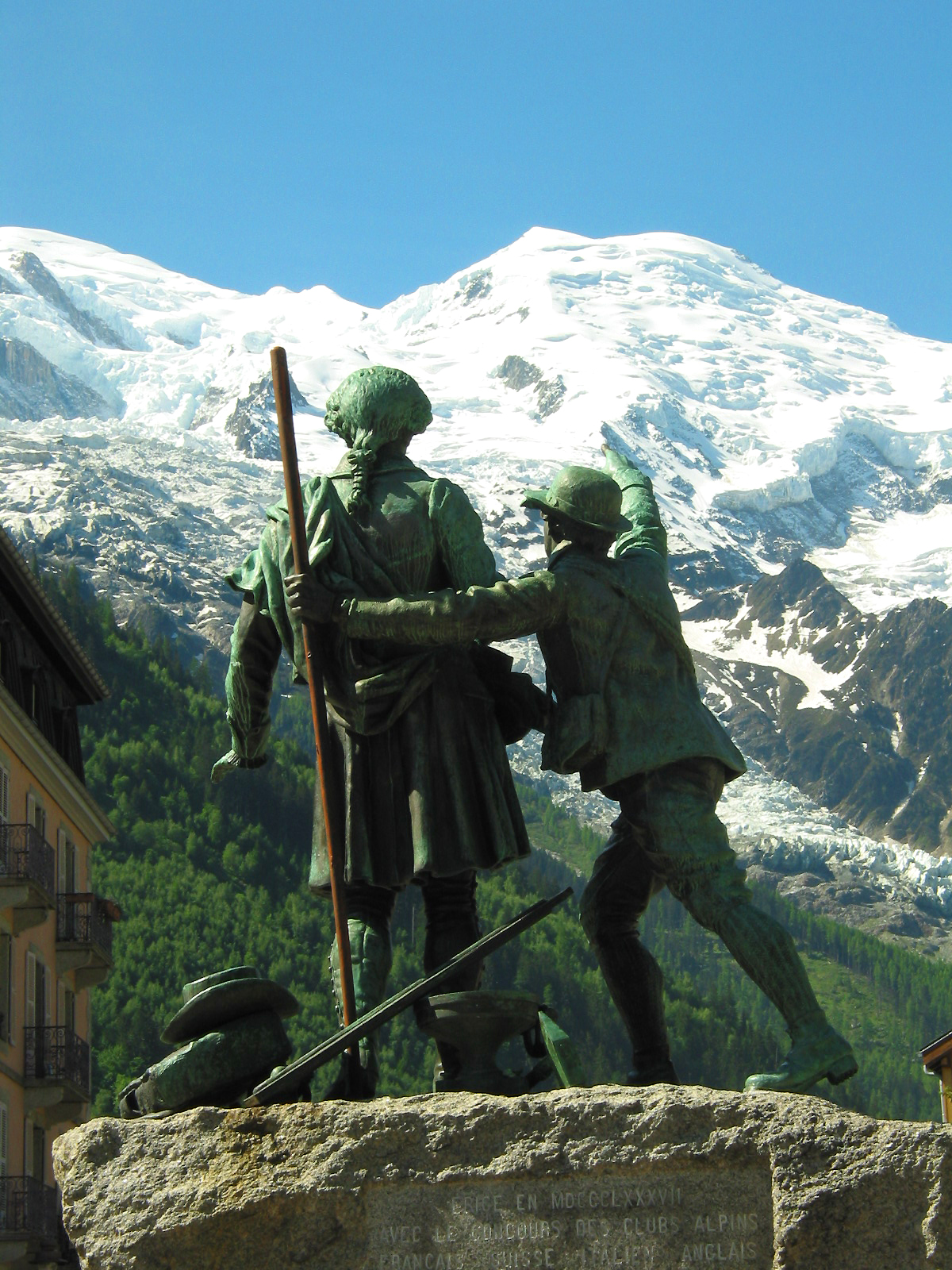
Chamonix, statue du guide Jacques Balmat indiquant le sommet du Mont Blanc à Horace-Bénédict de Saussure.

Joseph-Agricola Chenal meurt le 26 janvier 1881 à Sallanches.
Dans son testament de 1834, sans descendance, il entreprend de léguer à la ville de Sallanches 80 000 francs-or, un coffre d'ivoire et d'ébène ainsi qu'une importante collection de tableaux. Il stipule cependant que de cette somme soit versée 4 000 francs-or à la ville de Chamonix pour édifier une statue en l'honneur de Horace-Bénédict de Saussure, toujours en place dans la ville.